# Framingham
Framingham és una població dels Estats Units a l'estat de Massachusetts. Segons el cens del 2007 tenia 64.786 habitants.

## Demografia
Segons el cens del 2000, Framingham tenia 66.910 habitants, 26.153 habitatges, i 16.573 famílies. La densitat de població era de 1.028,4 habitants/km².
Dels 26.153 habitatges en un 29,1% hi vivien nens de menys de 18 anys, en un 50% hi vivien parelles casades, en un 10,2% dones solteres, i en un 36,6% no eren unitats familiars. En el 28,7% dels habitatges hi vivien persones soles el 9,1% de les quals corresponia a persones de 65 anys o més que vivien soles. El nombre mitjà de persones vivint en cada habitatge era de 2,43 i el nombre mitjà de persones que vivien en cada família era de 3,02.
Per edats la població es repartia de la següent manera: un 21,4% tenia menys de 18 anys, un 9% entre 18 i 24, un 34,5% entre 25 i 44, un 22,1% de 45 a 60 i un 13% 65 anys o més.
L'edat mediana era de 36 anys. Per cada 100 dones de 18 o més anys hi havia 88,6 homes.
La renda mediana per habitatge era de 54.288 $ i la renda mediana per família de 67.420$. Els homes tenien una renda mediana de 46.122 $ mentre que les dones 35.941$. La renda per capita de la població era de 27.758$. Entorn del 8% de les famílies i el 16% de la població estaven per davall del llindar de pobresa.